# Кулаев, Созруко Александрович
Созруко (Сико, Созырыко) Александрович Кулаев (осет. Хъуылаты Созырыхъо; январь 1900, с. Згубири (ныне Згубир Дзауского района в Южной Осетии) — апрель 1938) — осетинский советский поэт, прозаик, драматург, классик осетинской литературы. Революционер. Общественный и государственный деятель Южной Осетии.

## Биография
Из крестьян. В 1918 году, учась в гимназии, добровольцем вступил в революционно настроенный осетинский полк. В 1919 году вступил в ряды РКП(б).
Участник Гражданской войны 1918—1920 в Южной Осетии и на Северном Кавказе. За революционную деятельность дважды был арестован грузинскими меньшевиками.
С 1921 по 1923 год руководил комсомольской организацией Южной Осетии.
В 1925 году активно участвовал в созданном при Московской ассоциации пролетарских писателей кружке осетинских пролетарских писателей «Зиу».
В 1928 окончил экономический факультет Московской сельскохозяйственной академии. С 1931 по 1934 год работал в аппарате ЦК КП Грузии и одновременно был заместителем председателя президиума Ассоциации пролетарских писателей Закавказья.
С 1934 по 1937 год — народный комиссар просвещения Юго-Осетинской автономной области. Член Союза советских писателей.
В 1938 был арестован по обвинению в создании и активном участии в правотроцкистской контрреволюционной организации с целью вредительства в сельском хозяйстве, животноводстве, промышленности, народном образовании, в торговле, связи, здравоохранении и других областях и подготовке вооруженного восстания против советской власти. Лично Кулаев был обвинён в том, что «Союз советских писателей почти никакого участия не принял и не принимает в переходе латинского алфавита на новый осетинский алфавит на грузинской основе».
Расстрелян в апреле того же года.
Реабилитирован посмертно.

## Творчество
Литературный дебют состоялся накануне Октябрьской революции. Его рассказы «Думы пастуха», «Жалобы горца», «Вторая жена», поэма «Песня о Тотрадзе» воспроизводят трудную жизнь обездоленных горцев-осетин до революции. Гражданской войне в Юго-Осетии посвящены рассказы: «Тринадцать», «В музее», «Мародер», «Однорукий»; коллективизации сельского хозяйства — рассказы «Железный великан» и «Еврей Ошуак», а также драма «В добрый путь» («Рӕствӕндаг», 1930). В рассказах «Школа Мусса», «Новая дорога» показаны изменения в жизни горцев. В рассказе «Товарищ Мальцев» (1933) создан образ бесстрашного советского воина. Роман.
Значительное место в осетинской литературе занимает незаконченный роман Кулаева «Год 1905» (отрывок из него под названием «Татарин Осман» («Тӕтӕйраг Осман») опубликован в 1932).
Характерными чертами его творчества были гуманизм и интернационализм.
В 1931—1933 в Северной Осетии изданы сочинения писателя в двух томах. В 1957 году в г. Цхинвали вышло полное собрание сочинений С. Кулаева. Произведения писателя были переведены на русский и грузинский языки.